# Зискин, Гирш Лейбович
Григорий Львович (Гирш Лейбович) Зискин (05.01.1915, г. Невель Витебской губернии — 04.04.1999, Челябинск) — российский химик, изобретатель, лауреат Сталинской премии за создание бронестекла (1943).

## Биография
Окончил Ленинградский химико-технологический институт и работал там же, с 1939 г. зав. лабораторией органического синтеза.
В декабре 1941 г. вместе с лабораторией эвакуировался в Челябинск, назначен главным инженером и начальником цеха завода К-4.
В 1942 г. под его руководством создано прозрачное пуленепробиваемое стекло «сталинит», из которого изготавливали бронекозырьки для самолётов и танков. В 1947—1948 гг. было освоено производство оргстекла, стойкого к радиоактивному излучению.
В 1965—1986 гг. директор завода «Оргстекло» (бывший К-4).
С 1986 г. на пенсии.
Похоронен на Цинковом кладбище.

## Награды и звания
Награждён орденом Дружбы народов, двумя орденами Трудового Красного Знамени (первый — 17.11.1943), орденом Октябрьской революции и медалями.

## Память
В Челябинске на доме на улице Цвиллинга, где он жил, в 2000 г. установлена мемориальная доска.

## Семья
Дочь — Эмилия Гиршевна (Григорьевна) Волкова (р. 13.09.1944), доктор медицинских наук (1991), профессор, проректор по научной работе и международным связям Уральской государственной медицинской академии дополнительного образования.